# Chanat-la-Mouteyre
 Chanat-la-Mouteyre  es una población y comuna francesa, situada en la región de Auvernia, departamento de Puy-de-Dôme, en el distrito de Clermont-Ferrand y cantón de Royat.

## Demografía
| 382 | 396 | 443 | 669 | 760 | 731 |
| Para los censos de 1962 a 1999 la población legal corresponde a la población sin duplicidades (Fuente: INSEE [Consultar]) |     |     |     |     |     |